# Chlorota voirini
Chlorota voirini är en skalbaggsart som beskrevs av Soula 2002. Chlorota voirini ingår i släktet Chlorota och familjen Rutelidae. Inga underarter finns listade i Catalogue of Life.